# كأس يوغوسلافيا 1958–59
كأس يوغوسلافيا 1958–59 هو الموسم 12 من كأس يوغوسلافيا. أشرف على تنظيمه اتحاد صربيا لكرة القدم، وكان عدد الأندية المشاركة فيه 1677، وفاز فيه النجم الأحمر بلغراد.